# リッピング・ヤーン
『リッピング・ヤーン』（英: Ripping Yarns）は、イギリスのBBC2で1976年から1979年にかけて放送された全9話のコメディ番組である。脚本・主演はコメディグループ「モンティ・パイソン」のメンバー、マイケル・ペイリンとテリー・ジョーンズが担当した。

## 概要
本作のパイロット版は、イギリスで人気を博したテレビコメディ『空飛ぶモンティ・パイソン』放送終了後、BBCから自身がメインの番組を制作することを依頼されたマイケル・ペイリンが、大学時代からのライティングパートナーであったテリー・ジョーンズを誘って制作された。演出はのちに『モンティ・パイソン・ライブ・アット・ザ・ハリウッド・ボウル』を演出するテリー・ヒューズが担当。パイロット版の放送後1年半以上を経て放送された第1シーズンは、その年の批評家による年間最優秀作品にも選出された。
内容は30分で一話完結となる寓話スタイルで、スケッチの寄せ集めであった『空飛ぶモンティ・パイソン』とは根本的な構成方法が違っている。『空飛ぶモンティ・パイソン』の中でも第3シリーズ第8話『サイクリング・ツアー』（これもペイリンとジョーンズの作）に近いものとなっており、彼らの持つシュールな世界観がそのまま投影されている。タイトルの「リッピング」は「素晴らしい」を意味するスラングで、「ヤーン」は誇張された物語を意味しており、戦前の少年向け冒険物語を意識している。
主演は全話においてペイリンが担当している。ジョーンズは第1話に出演したが、あくまでペイリンがメインであるとの立場からスタッフとの衝突を避けるため、その後は脚本のみでの参加となっている。イアン・オギルビー、ロイ・キニア、デンホルム・エリオットといった有名な俳優がゲスト出演していた。また、第2シーズンにはジョン・クリーズやエリック・アイドルがカメオ出演している回がある。
当初、日本でVHSが発売された際は『毛をむしられて……』という副題が付けられていた。

## 本放送リスト

### パイロット版
1976年1月7日
『トムキンソンの学校生活』 (Tomkinson's Schooldays)
グレイブリッジ大学の学生トムキンソンが、厳しく、秩序の存在しない学校から脱出しようとする。

### 第1シーズン（全6話）
1977年9月27日 - 10月25日（第2 - 6話）
第1話（再放送） 『トムキンソンの学校生活』 (Tomkinson's Schooldays)
第2話 『エリック・オールスウェイトの試練』 (The Testing of Eric Olthwaite)
スコップと降雨量にしか興味のない退屈人間、というコンプレックスを持つエリックは、ひょんなことから出会った銀行強盗と意気投合、ギャング団を結成する。
第3話 『112B捕虜収容所 最後の大脱走』 (Escape from Stalag Loft 112B)
ドイツ軍の捕虜となったフィリップスは脱走癖があることから、脱走不可能といわれる112Bに収容される。彼は脱走しようと奮闘するが…。
第4話 『ムーアストーンズ荘殺人事件』 (Murder at Moorstones Manor)
ムーアストーンズ荘で謎の3重殺人事件。犯人は長男か、医者か、執事か、被害者のフィアンセか…?
第5話 『カエルでアンデス越え』 (Across the Andes by Frog)
スネッタトン少佐は「カエルでアンデスを横断できるか」の実験に赴くが、思わぬことに現地人たちの手により計画が狂っていく。
第6話 『ツメの呪い』 (The Curse Of The Claw)
ケビンは病床の叔父に頼まれ「呪いのツメ」をビルマへ返還しようとするが、その身にツメの呪いが降りかかる。

### 第2シーズン（全3話）
1979年10月10日 - 24日
第1話 『ウィンフリーの最後の活躍』 (Whinfrey's Last Case)
これまで数々の功績を残してきたウィンフリーはドイツとの開戦直前に休暇に出かけたが、泊まったコテージには何か秘密があるらしい。
第2話 『執念のゴードン 涙のサッカー物語』 (Golden Gordon)
最弱サッカークラブの根っからのファンであるゴードンだが、次の試合に勝たないとそのチームが無くなってしまうことを知る。悩んだ彼の秘策とは…。
第3話 『ロジャーのインド統治』 (Roger of the Raj)
上流階級の御曹司ロジャーの夢は恋人と店を開くことだったが、本人の知らないうちに革命家に仕立てられてしまう。

## 日本でのソフト展開
本作は極めてカルトな作品ということもあり、長い間日本ではソフト化されていなかったが（3話分のみをVHSで発売するに留まる）、2009年にソニー・ピクチャーズ・エンタテインメントより『リッピング・ヤーン ザ・コンプリート・シーズン』が発売された。
2枚組のDVDで、DISC1にはシーズン1の全6話と、特典として『ムーアストーンズ荘殺人事件』の未公開シーンが収録された。DISC2にはシーズン2全3話と、特典として『マイケル・ペイリンの“笑いの原点”（ドキュメント風）』『BBCアーカイブより「ブラック＆ブルー」エピソード『シークレット』（ペイリン、ジョーンズが脚本を手掛けたブラックコメディー）』が収録された。